# Fergeteges forgatás
A Fergeteges forgatás (eredeti címe: Bowfinger) 1999-es amerikai szatirikus filmvígjáték Frank Oz rendezésében. A főszerepben egy kudarcot vallott filmrendező látható, aki egy alacsony költségvetésű filmet készít, melynek a főszereplője azt sem tudja, hogy szerepel ebben a filmben. A Fergeteges forgatás forgatókönyvét Steve Martin írta, aki egyben az egyik főszereplőként is szolgál. A további főszerepeket Eddie Murphy és Heather Graham alakítják.
Az Egyesült Államokban 1999. augusztus 13-án jelent meg. A kritikusoktól többségében pozitív kritikákat kapott, és 98 millió dolláros bevételt hozott a pénztáraknál.

## Rövid történet
Amikor egy elszánt filmproducer nem tud megszerezni egy ismert filmsztárt az alacsony költségvetésű filmjéhez, elhatározza, hogy titokban forgatja le a filmet. Ezt azonban nem mindig egyszerű végrehajtani.

## Szereplők
| Karakter                              | Színész             | Magyar hang       |
| ------------------------------------- | ------------------- | ----------------- |
| Bobby Bowfinger                       | Steve Martin        | Szacsvay László   |
| Kit Ramsey / Jeffernson "Jiff" Ramsey | Eddie Murphy        | Dörner György     |
| Daisy                                 | Heather Graham      | Németh Borbála    |
| Carol                                 | Christine Baranski  | Kovács Nóra       |
| Dave                                  | Jamie Kennedy       | Lux Ádám          |
| Afrim                                 | Adam Alexi-Malle    | Kerekes József    |
| Slater                                | Kohl Sudduth        | Haás Vander Péter |
| Hal, Kit ügynöke                      | Barry Newman        | Tordy Géza        |
| Terry Stricter                        | Terence Stamp       | Varga T. József   |
| Jerry Renfro                          | Robert Downey Jr.   | Juhász György     |
| Sanchez                               | Alejandro Patiño    |                   |
| Martinez                              | Alfred De Contreras |                   |
| Hector                                | Ramiro Fabian       |                   |
| Luis                                  | Johnny Sanchez      |                   |
| Freddy                                | Claude Brooks       | Kálid Artúr       |
| Színész a meghallgatáson              | Phill Lewis         |                   |
| Fiatal színésznő a meghallgatáson     | Marisol Nichols     |                   |
| Takarító a night clubban              | John Cho            | Pálmai Szabolcs   |

## Filmzene
1. "There is Always One More Time" - Johnny Adams
2. "You're a Wonderful One" - Marvin Gaye
3. "And I Love You So" - Perry Como
4. "Mambo U.K." - Cubanismo
5. "Super Bad, Super Slick" - James Brown
6. "Secret Agent Man" - Johnny Rivers
7. "Betsy Chases Kit/The First Shot/A Short Ride/Dave Makes a Call/Dave Returns Camera"
8. "Cafe Set-Up/Shooting The Cafe/Stealing Renfro's Car/Auditioning the Butts"
9. "Chubby Rain"
10. "Clothing Store/Daisy Rescues Kit"
11. "The Observatory"
12. "Finale/Fed Ex Delivers"

## Fogadtatás
A Rotten Tomatoes honlapján 81%-os értékelést ért el 111 kritika alapján, és 7 pontot szerzett a tízből. A Metacritic oldalán 71 pontot szerzett a százból, 33 kritika alapján. A CinemaScore oldalán átlagos minősítést kapott.
Roger Ebert három és fél csillaggal értékelte a maximális négyből. Kritikája szerint a "Fergeteges forgatás egyike azon vígjátékoknak, amelyeknél minden működik". A TLA Video & DVD Guide szintén három és fél csillagot adott a filmre a négyből.
A Rocky Mountain News a "kritikusok választásának" nevezte.